# 補酵素F420
補酵素F420（ほこうそF420、Coenzyme F420）は、メタン発酵の酸化還元反応に関わる補酵素である。フラビンの誘導体である。この補酵素は補酵素F420ヒドロゲナーゼ（EC.1.12.98.1）、5,10-メチレンテトラヒドロメタノプテリンレダクターゼ（EC 1.5.99.11）、メチレンテトラヒドロメタノプテリンデヒドロゲナーゼ（EC 1.5.99.9）の基質である。